# Санток (гміна)
Гміна Санток (пол. Gmina Santok) — сільська гміна у північно-західній Польщі. Належить до Ґожовського повіту Любуського воєводства.
Станом на 31 грудня 2011 у гміні проживало 7945 осіб.

## Площа
Згідно з даними за 2007 рік площа гміни становила 168.30 км², у тому числі:
- орні землі: 51.00%
- ліси: 35.00%

Таким чином, площа гміни становить 13.93% площі повіту.

## Населення
Станом на 31 грудня 2011:
| Опис     | Загалом | Загалом | Чоловіки | Чоловіки | Жінки | Жінки |
| -------- | ------- | ------- | -------- | -------- | ----- | ----- |
| одиниця  | осіб    | %       | осіб     | %        | осіб  | %     |
| все      | 7945    | 100     | 3978     | 50.07    | 3967  | 49.93 |
| міське   | 0       | 100     | 0        |          | 0     |       |
| сільське | 7945    | 100     | 3978     | 50.07    | 3967  | 49.93 |

## Сусідні гміни
Гміна Санток межує з такими гмінами: Дещно, Дрезденко, Звежин, Клодава, Сквежина, Стшельце-Краєнське.